# Zwitserland op de Olympische Zomerspelen 1972
Zwitserland nam deel aan de Olympische Zomerspelen 1972 in München, West-Duitsland. Voor de tweede keer op rij werd geen medaille gewonnen.

## Medaillewinnaars

### 2Zilver
- Xaver Kurmann — Wielersport, mannen 4000m individuele achtervolging
- Alfred Bachmann en Heinrich Fischer — Roeien, mannen twee-zonder-stuurman
- Guy Evéquoz, Daniel Giger, Christian Kauter, Peter Lötscher en François Suchanecki — Schermen, mannen degen team

## Deelnemers en resultaten per onderdeel

### Atletiek
Mannen, 800 meter
- Rolf Gysin
  - Serie — 1:47.5
  - Halve finale — 1:48.2 (→ ging niet verder)

Mannen, 1.500 meter
- Werner Meier
  - Serie — 3:43.2 (→ ging niet verder)

Mannen, 5.000 meter
- Fritz Rügsegger
  - Serie — 14:54.4 (→ ging niet verder)

Mannen, hoogspringen
- Michel Patry
  - Kwalificatieronde — 2.09m (→ ging niet verder)

### Boogschieten
Mannen, individueel:
- Lucien Trepper – 2409 punten (→ 10e plaats)
- Jakob Wolfensberger – 2367 punten (→ 22e plaats)
- Jean-Pierre Heritier – 2222 punten (→ 47e plaats)

Vrouwen, individueel:
- Sally Svendlin – 2191 punten (33e plaats)

### Wielersport

#### Wegwedstrijden
Mannen individuele wegwedstrijd
- Bruno Hubschmid — 19e plaats
- Iwan Schmid — 20e plaats
- Ulrich Sutter — 24e plaats
- Hugo Schär — niet gefinisht (→ niet geklasseerd)

#### Baanwedstrijden
Mannen 1.000m tijdrit
- Christian Brunner
  - Finale — 1:07.71 (→ 7e plaats)

### Schoonspringen
Mannen 10m platform
- Sandro Rossi — 225.87 punten (→ 35e plaats)

### Moderne vijfkamp
Mannen, individueel:
- Hans Müller — 4392 punten (→ 45e plaats)
- Versloeg Ganz — 4323 punten (→ 51e plaats)
- Urs Hugi — 4661 punten (→ 28e plaats)

Mannentoernooi:
- Müller, Ganz en Hugi — 13359 punten (→ 15e plaats)

Alternate member
- Rudolf Steiner

### Roeien
Mannen, skiff
- Melchior Bürgin
  - Serie — 8:00.20
  - Herkansing — 8:04.81
  - Halve finale — 8:16.95
  - Finale — 7:31.99 (→ 6e plaats)

Mannen twee-met-stuurman
- René Furler, Nicolas Lindecker en Stefan Hablützel
  - Serie — 7:46.03
  - Herkansing — 8:11.53
  - Halve finale — 8:32.34
  - B-Finale — 8:05.54 (→ 12e plaats)

### Zwemmen
Mannen, 100 meter vrije slag
- Hanspeter Würmli
  - Serie — 55.08s (→ ging niet verder)

Mannen, 200 meter vrije slag
- Hanspeter Würmli
  - Serie — 2:03.14 (→ ging niet verder)

Afghanistan · Albanië · Algerije · Amerikaanse Maagdeneilanden · Argentinië · Australië · Bahama's · Barbados · België · Bermuda · Birma · Bolivia · Bondsrepubliek Duitsland · Brazilië · Brits-Honduras · Bulgarije · Canada · Ceylon · Chili · Colombia · Congo-Brazzaville · Costa Rica · Cuba · Dahomey · Denemarken · Dominicaanse Republiek · Duitse Democratische Republiek · Ecuador · Egypte · El Salvador · Ethiopië · Fiji · Filipijnen · Finland · Frankrijk · Gabon · Ghana · Griekenland · Groot-Brittannië · Guatemala · Guyana · Haïti · Hongarije · Hongkong · Ierland · IJsland · India · Indonesië · Iran · Israël · Italië · Ivoorkust · Jamaica · Japan · Joegoslavië · Kameroen · Kenia · Khmerrepubliek · Koeweit · Lesotho · Libanon · Liberia · Liechtenstein · Luxemburg · Madagaskar · Malawi · Maleisië · Mali · Malta · Marokko · Mexico · Monaco · Mongolië · Nederland · Nederlandse Antillen · Nepal · Nicaragua · Nieuw-Zeeland · Niger · Nigeria · Noord-Korea · Noorwegen · Oeganda · Oostenrijk · Opper-Volta · Pakistan · Panama · Paraguay · Peru · Polen · Portugal · Puerto Rico · Roemenië · San Marino · Saoedi-Arabië · Senegal · Singapore · Soedan · Somalië · Sovjet-Unie · Spanje · Suriname · Swaziland · Syrië · Taiwan · Tanzania · Thailand · Togo · Trinidad en Tobago · Tsjaad · Tsjecho-Slowakije · Tunesië · Turkije · Uruguay · Venezuela · Verenigde Staten · Vietnam · Zambia · Zuid-Korea · Zweden · Zwitserland